# Wolf Häfele

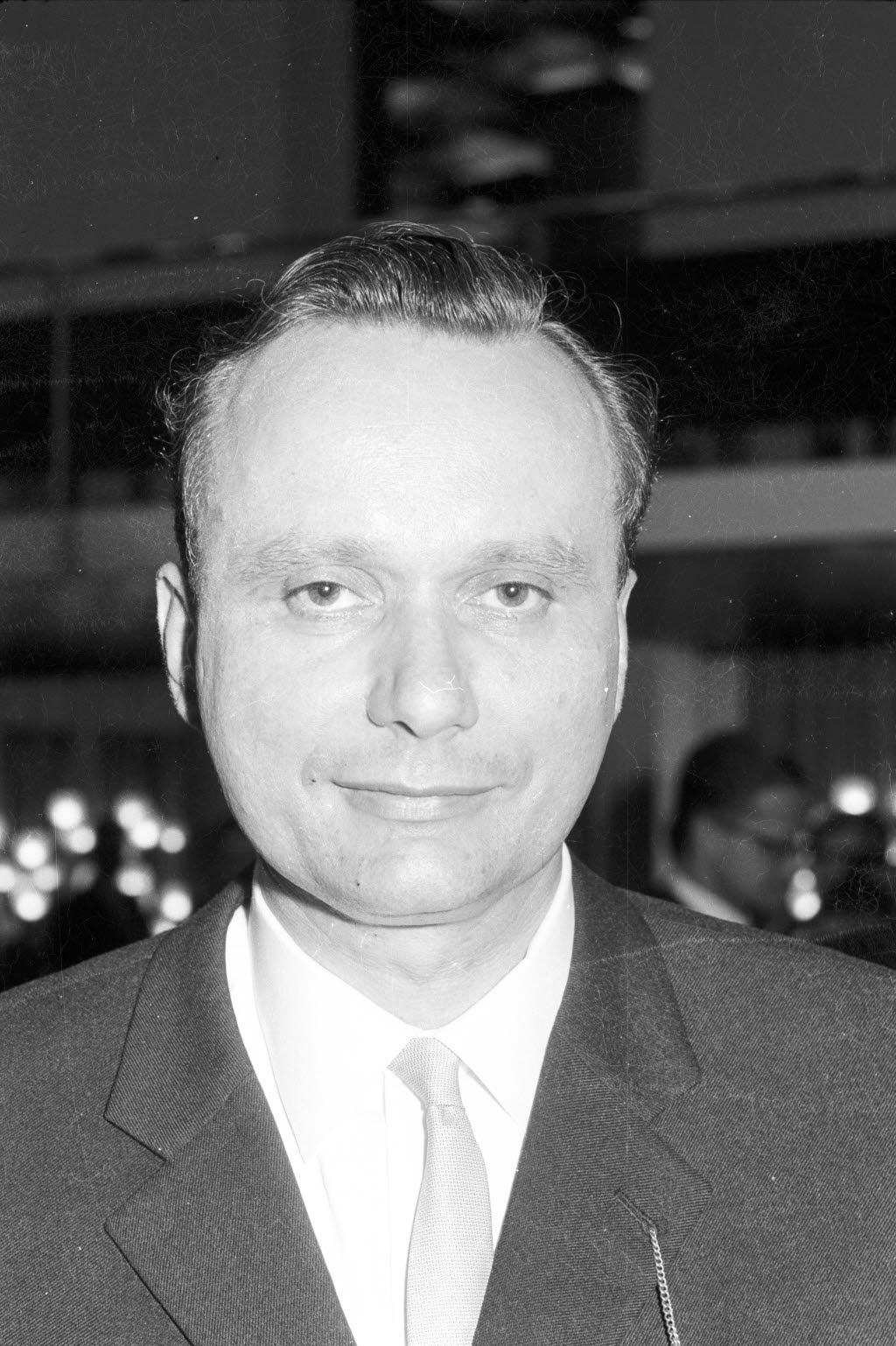
Wolf Häfele (1966)

Wolf Häfele (* 15. April 1927 in Freiburg im Breisgau; † 5. Juni 2013 in Essen) war ein deutscher Physiker. Er gilt als „Vater“ des Schnellen Brüters in Deutschland.

## Leben
Häfele studierte 1946 bis 1950 an der TH München und promovierte 1955 in theoretischer Physik am Max-Planck-Institut für Physik, das sich seinerzeit noch in Göttingen befand. 1956 bis 1973 war er am Kernforschungszentrum Karlsruhe tätig, u. a. 1960 bis 1972 als Projektleiter für den Schnellen Brüter. 1967 bis 1972 war er Berater der Bundesregierung in Fragen der internationalen Kontrolle spaltfähigen Materials. 1973 bis 1980 leitete er das Projekt Energiesysteme am Internationalen Institut für Angewandte Systemanalyse in Laxenburg bei Wien. 1974 bis 1980 war er gleichzeitig stellvertretender Direktor dieses Instituts. Von 1981 bis 1983 saß er in der Enquête-Kommission Zukünftige Kernenergiepolitik des deutschen Bundestages. Häfele war seit 1964 Honorarprofessor für Reaktortechnik an der Universität Karlsruhe und seit 1976 für Energietechnik an der TU Wien sowie seit 1999 Ehrenprofessor in Dresden.
Von 1981 bis 1990 war er Vorstandsvorsitzender der damaligen Kernforschungsanlage Jülich e. V. (heute Forschungszentrum Jülich). 1991 wurde er Geschäftsführender Direktor des ehemaligen DDR-Zentralinstituts für Kernforschung Rossendorf. Von 1992 bis 1996 war er Wissenschaftlicher Direktor des neu gegründeten Forschungszentrums Rossendorf und Direktor des Vereins für Kernverfahrenstechnik und Analytik Rossendorf.

## Mitgliedschaften
Häfele war seit 1975 Mitglied der Schwedischen Akademie für Ingenieurwissenschaften und seit 1977 der US Academy of Engineering. Seit 1988 war er Mitglied der Akademie der Wissenschaften der UdSSR und seit 1989 der Finnischen Akademie der technischen Wissenschaften. Im Jahre 1995 wurde er Ehrendoktor der TU Dresden. Er war Mitglied im Deutschen Atomforum und war Gründer und von 1969 bis 1973 erster Vorsitzender der Kerntechnischen Gesellschaft, deren langjähriges Ehrenmitglied er war.

## Auszeichnungen
Er wurde 1972 zum Chevalier de l’Ordre des Palmes Académiques ernannt und war Träger des Bundesverdienstkreuzes 1. Klasse (1982) und des Großen Bundesverdienstkreuzes (1991) der Bundesrepublik Deutschland sowie des Ehrenkreuzes für Kunst und Wissenschaft I. Klasse der Republik Österreich (1983).